# Vicopisano
Vicopisano (Vicus Auserissola o Auseris Sala nell'alto medioevo) è un comune italiano di 8 528 abitanti della provincia di Pisa in Toscana.

## Geografia fisica
Dista circa 20 km dal capoluogo ed il suo territorio è situato tra il corso dell'Arno, che ne delimita il confine meridionale ed il Monte Pisano, che ne demarca quello settentrionale. In gran parte collinoso con altezze che arrivano sino agli oltre 530 metri del Monte Verruca, vede la gran parte dei suoi abitati dislocata lungo il corso del fiume Arno, nei terreni alluvionali creati dal fiume stesso. Il capoluogo è invece distante dal corso del fiume circa un chilometro, ma è posto nella pianura lasciata dall'ansa del fiume, che fino al 1567 scorreva tra Bientina, Calcinaia ed appunto Vicopisano.

### Territorio
- Classificazione sismica: zona 3s, Classificazione 2012

### Clima
- Classificazione climatica: zona D, 1858 GR/G
- Diffusività atmosferica: media, Ibimet CNR 2002

| Vicopisano          | Mesi | Mesi | Mesi | Mesi | Mesi | Mesi | Mesi | Mesi | Mesi | Mesi | Mesi | Mesi | Stagioni | Stagioni | Stagioni | Stagioni | Anno |
| Vicopisano          | Gen  | Feb  | Mar  | Apr  | Mag  | Giu  | Lug  | Ago  | Set  | Ott  | Nov  | Dic  | Inv      | Pri      | Est      | Aut      | Anno |
| ------------------- | ---- | ---- | ---- | ---- | ---- | ---- | ---- | ---- | ---- | ---- | ---- | ---- | -------- | -------- | -------- | -------- | ---- |
| T. max. media (°C)  | 10,4 | 11,9 | 14,6 | 17,9 | 22,0 | 26,1 | 29,1 | 29,1 | 25,6 | 20,5 | 14,9 | 11,0 | 11,1     | 18,2     | 28,1     | 20,3     | 19,4 |
| T. min. media (°C)  | 2,7  | 3,4  | 5,6  | 8,2  | 11,7 | 15,2 | 17,4 | 17,5 | 14,9 | 11,0 | 7,2  | 3,8  | 3,3      | 8,5      | 16,7     | 11,0     | 9,9  |
| Precipitazioni (mm) | 75   | 71   | 70   | 75   | 61   | 47   | 27   | 50   | 77   | 109  | 115  | 89   | 235      | 206      | 124      | 301      | 866  |

## Storia

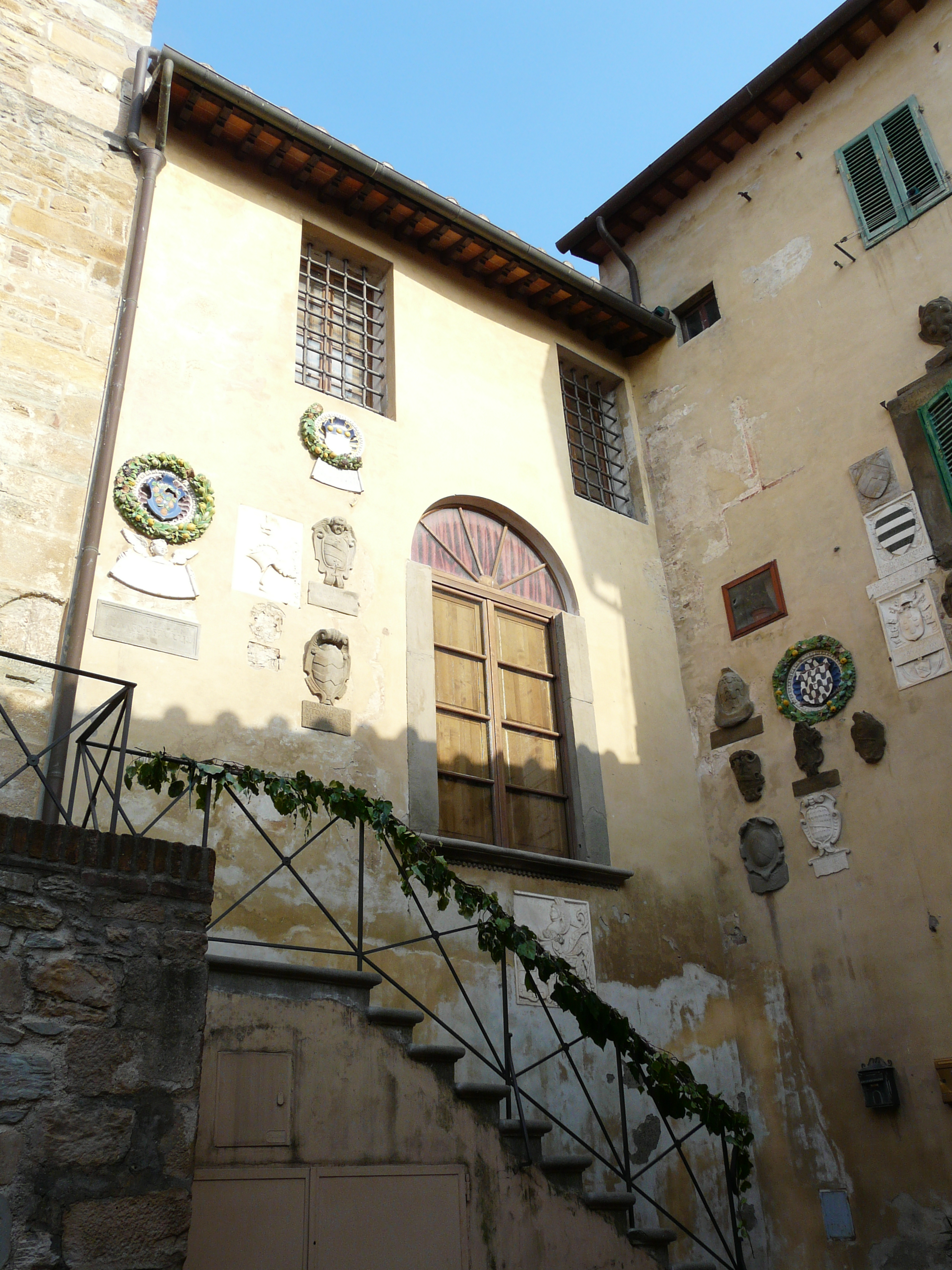
Particolare di palazzo Pretorio

Vicopisano sorge su un colle un tempo lambito da fiumi e canali allora navigabili: l'Arno (poi rettificato nel 1560), che consentiva il collegamento con Pisa, il mare e Firenze; l'Auser o Serezza, il ramo navigabile del Serchio che metteva in comunicazione con il Lago di Bientina (prosciugato a partire dal 1859) e con la Piana di Lucca. Entrambi i fiumi avevano la loro confluenza proprio ai piedi del colle di Vico.
In seguito ad una plurisecolare bonifica (metà del XVI- inizi del XX sec.) tali fiumi e canali sono stati più volte mutati di corso o modificati, ma hanno costituito per secoli uno dei motivi dell'importanza del castello vicarese.
In virtù di tale posizione strategica, da vicus (insediamento aperto, non difeso) l'insediamento diventò già nel X secolo un castellum, ovverosia un insediamento fortificato, per poi divenire, nei sei secoli successivi, una delle roccaforti militari più rilevanti nella zona di Pisa.

### Le origini
Il colle e la zona circostante potrebbero essere stati abitati in epoca etrusca, come testimonia il ritrovamento di reperti ceramici databili al V secolo a.C.. Un cippo funerario claviforme etrusco in marmo ed un altro cippo funerario etrusco marmoreo, riutilizzato nel medioevo, che si trova all'interno della pieve, non possono di per sé essere testimonianza di un’origine etrusca dell’abitato, in quanto potrebbero essere arrivati in zona anche in epoche assai più tarde.

### Il periodo medievale
L'insediamento viene citato nei documenti per la prima volta nel934 come vicus, ma già nel 975 si parla di un castello di Oserrinsula/Auserissala posto nelle sue immediate vicinanze. Dalla fusione dei due centri, evidentemente assai prossimi, nacque agli albori dell'anno Mille, il Vicus Auserissola che poi successivamente sarà denominato Vico Pisano. Il documento del 975 non è l'atto di fondazione del castello, per cui l'incastellamento di Oserinsula/Auserissala è precedente a questa data ed è da attribuire all'iniziativa di membri di una importante famiglia comitale, gli Obertenghi, che cominciarono a disfarsi dei loro possedimenti in zona alla fine del X sec, cedendo beni e diritti connessi al castello di Auserissala all'abbazia di San Michele Arcangelo a Marturi, presso Poggibonsi. 
All'indomani della morte di Matilde di Canossa, avvenuta nel 1115, il castello di Vico, in seguito alla vendita di beni da parte dell'abate della abbazia di San Michele di poggio Marturi, entra a far parte delle proprietà soggette all'autorità feudale della sede vescovile pisana, che ottenne quindi ampi possedimenti nella zona e che quasi sicuramente fu l'artefice dell’ingrandimento del castello altomedievale (X sec.) in origine di proprietà degli Obertenghi; ma già alla metà del secolo (1161) si notano i primi segni di ingerenza da parte del Comune di Pisa, che si sostituisce al vescovo nel controllo politico dell'importante luogo. Nel 1165, a riprova del loro definitivo inserimento nell'orbita politica della città alfea, i vicaresi armarono una delle undici galee che partecipano ad una vittoriosa spedizione di Pisa contro i genovesi in Sardegna. 
Ma questa partecipazione è anche la testimonianza di una precoce capacità militare (e quindi economica) che il piccolo castello aveva, segno evidente di una floridezza che può essere fatta risalire alla posizione favorevole lungo i fiumi succitati, al collegamento col Lago ed alla posizione baricentrica tra i Pisa, il suo Porto, la pianura lucchese e le colline delle Cerbaie.
È in questo periodo che i borghi, cresciuti all'esterno del castello sommitale, cominciano ad ingrandirsi ed a far assumere all'insediamento i toni e le caratteristiche urbanistiche di una piccola città, con domus in pietra verrucana, torri svettanti e massicci palazzi anch'essi in pietra, con una cinta muraria che, ampliandosi, andò ad abbracciare nel suo circuito anche i borghi (Maggiore, Maccione e di Riale) sorti esternamente alla prima, ristretta cinta muraria. Vicopisano, ormai castello di Pisa, nel corso del XII secolo assunse una notevole importanza economica, che ebbe un immediato riscontro nella notevole estensione e qualità edilizia dell'abitato medievale, testimonianza diretta di un ceto di abitanti ricchi abbastanza da poter costruire case e palazzi in pietra, sull'esempio di quelli costruiti nello stesso periodo nella città di Pisa. 
La nuova pieve, che andò a sostituire inglobandone elementi ed ingrandendola quella altomedievale già presente nei documenti del X sec., venne edificata in questo periodo; l'interno della nuova pieve venne impreziosito con colonne marmoree romane ed all'esterno vennero collocati sarcofagi romani utilizzati come sepolture di membri delle nobili famiglie vicaresi; l'utilizzo di questi materiali lapidei antichi, provenienti dall'area di Ostia antica e di Roma, rivela l'intento dei Pisani di dotarsi di vestigia della immortale civiltà romana, di cui si ritenevano eredi (Romanitas Pisana). 
La facciata della pieve è rivolta inconsuetamente verso oriente e non, come prescritto e canonico, verso l'occidente: due sono le ipotesi per tale marcata differenza rispetto alle pievi dell'epoca: la prima è che, all'atto dell'ingrandimento, si sia ricalcato l'orientamento della pieve altomedievale, edificata quando ancora papa Silvestro non aveva emesso la bolla con cui si esortava a conferire questo orientamento alle nuove chiese; l'altra è che, essendo la chiesa esterna al castello ed alla sua cerchia muraria, si sia comunque preferito non perdere la comunicazione diretta della facciata con l'importante centro demico, cosa che sarebbe avvenuta costruendo l'abside rivolta verso le mura e le tre porte di accesso a Vicopisano. Poco sensata è l'ipotesi fatta da alcuni che si sia voluto rivolgere la facciata verso ovest come "privilegio" riservato ad un numero limitato di importanti chiese ubicate sull'itinerario per Gerusalemme, poiché ciò attribuirebbe immotivatamente una poco plausibile preminenza alla pieve vicarese rispetto ad altre antiche chiese della stessa Pisa, come il Duomo, San Sisto in Corte Vecchia, San Michele in Borgo, San Paolo a Ripa d'Arno, ecc., tutte chiese con orientamento canonico ovest-est.
Altrettanto importante, per la collocazione di Vico in una posizione di rilevanza tra i centri che nel XII-XIII secolo gravitavano attorno alla città di Pisa, è il fatto che da questo castello siano provenute molte famiglie e personalità di rilievo nella vita religiosa, politica e culturale dell'epoca: non si può non menzionare la figura di Ruggero da Vicopisano, vescovo di Losanna dal 1178; oppure quella di Domenico Cavalca, frate domenicano, grande volgarizzatore di testi agiografici, ivi nato attorno al 1270. Ma anche la presenza di notai e giusperiti vicaresi, assai numerosa nei documenti del XII-XIII secolo, è il segno di una certa agiatezza della classe dirigente locale, da cui provenivano membri che erano in grado di dotarsi dell'istruzione necessaria per l'espletamento di queste importanti professioni.
Nel XIII secolo, quando Pisa inizia a dare segni di discordie interne fra comune ed arcivescovo e fra le varie famiglie nobiliari, preludio al suo declino, anche il contado viene riorganizzato con funzioni difensive, per meglio sopportare la pressione militare da parte di Lucca e soprattutto di Firenze, che si stava affacciando nel Basso Valdarno. Vico Pisano divenne sede nel 1230 di una "Capitania" assumendo un ruolo strategico nell'organizzazione territoriale del contado della Repubblica Pisana, alla cui sorte era oramai legata indissolubilmente.
Una certa situazione di prosperità perdurò sino alla metà del XIV secolo, parallelamente allo sviluppo della città di Pisa, ma quando quest'ultima si trovò contrastata per mare da Genova e per terra da Firenze e Lucca anche i piccoli centri che gravitavano attorno alla città alfea si trovarono al centro di scontri e combattimenti che contribuirono all'impoverimento ed allo spopolamento delle campagne ed alla conseguente crisi produttiva di tutto il territorio.
Testimonianza di questa fase militare della storia vicarese è la costruzione della Rocca Pisana o Vecchia, citata nel 1330, costruita nella parte bassa del colle, nella zona attualmente occupata dal Municipio, che ne ingloba le torri e le mura di cortina. È frequentissimo incontrare il nome di Vicopisano nelle cronache militari dal XIV al XVI secolo, il periodo degli eserciti mercenari e delle compagnie comandate dai capitani di Ventura che, a partire proprio dal XIV secolo, insanguinarono con le loro gesta, le campagne pisane e toscane. Anichino di Bongardo, il Conte Lando, Giovanni Acuto, Paolo Vitelli sono solo alcuni di questi guerrieri professionisti che incrociarono il loro percorso di guerra con quello di Vicopisano.

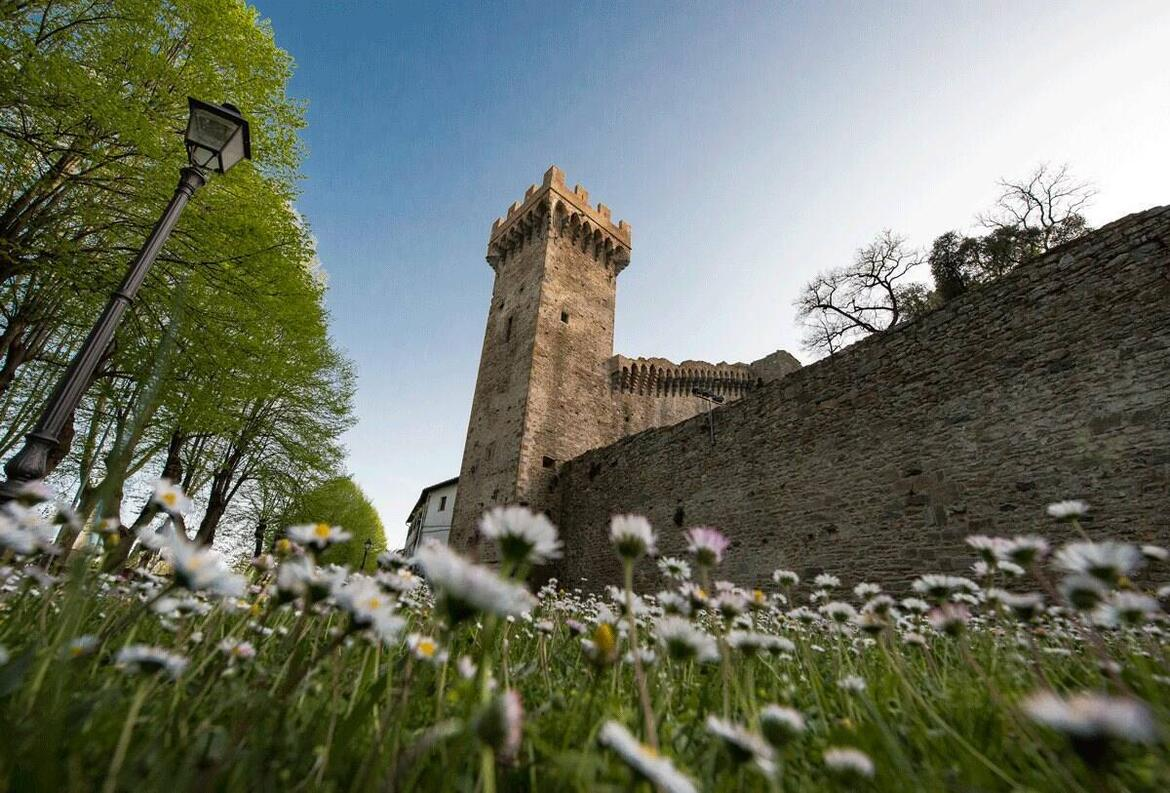
La Torre del Brunelleschi e il Soccorso: parte integrante della fortezza progettata dal Brunelleschi.

In seguito al tracollo di Pisa, venduta nel 1399 dai D'Appiano ai Visconti di Milano, ed alle vicende che ne scaturirono, Firenze decise che era giunto il momento di attaccare la città ed il suo territorio: nel 1405 due armate fiorentine attaccarono Vicopisano e Pisa, le mura ressero all'assalto e iniziò l'assedio, che si protrasse per otto mesi e mezzo. La resa avvenne il 16 di luglio 1406. Vicopisano, a riprova della sua importanza strategico militare, divenne sede di un vicariato, posto dai fiorentini a controllo di un territorio assai vasto, che comprendeva all'incirca metà della attuale provincia di Pisa; l'antico palazzo duecentesco, forse sede degli arcivescovi, divenne il palazzo vicariale dal quale i vicari, amministravano la giustizia e riscuotevano i tributi.
Alla ripresa della guerra tra Milano e Firenze, intorno agli anni Trenta del Quattrocento, per meglio controllare il territorio dal punto di vista militare, Firenze decise di fortificare anche Vicopisano, affidando tal compito all'Opera del Duomo di Firenze, che aveva in Filippo Brunelleschi il suo maggior architetto: per tale motivo il Brunelleschi progettò qui una fortezza a partire dal 1435: un nuovo circuito di mura, con torri di cortina, venne realizzato intorno alle pendici de colle e, nella parte alta, si edificò l'imponente struttura conosciuta oggi come Rocca del Brunelleschi. Brunelleschi, lasciò così un'impronta indelebile nelle fortificazioni vicaresi e nell'aspetto di ampie porzioni del castello medievale, che fu però fortemente modificato e in parte distrutto per meglio servire agli scopi difensivi da lui previsti.

### Il periodo moderno
Salvo brevi periodi (1494-1498 e 1502-1503) Vicopisano rimase in possesso di Firenze, che ne continuò il ruolo amministrativo che già aveva avuto sotto Pisa, rendendolo sede del "'Vicariato del Valdarno Inferiore (poi detto "'di Vicopisano' nel XVI secolo) una suddivisione giudiziaria ed amministrativa del territorio pisano, che comprendeva una zona molto vasta e popolosa, che nel XV secolo andava da Ripafratta sino a Pontedera, inglobando buona parte della piana pisana (con l'esclusione di Pisa città) e del versante meridionale del Monte Pisano. 
La fortezza del Brunelleschi venne alienata ai primi del '500 alla famiglia Capponi, anche se la sua funzione militare di fortezza è documentata seppur per brevi periodi fino al 1554, al tempo della Guerra di Siena ma con sporadici utilizzi anche nei due decenni successivi.
Il periodo di notevole importanza militare del borgo era però inesorabilmente passato, in quanto ben presto iniziò la lenta trasformazione che portò Vicopisano ad assumere l'aspetto attuale. Mutata la situazione politica (la formazione del Granducato di Toscana aveva portato alla cessazione delle guerre intestine che avevano segnato il destino e l'importanza di molte fortezze e castelli interni al territorio toscano) vennero a terminare tutte le passate condizioni politiche e sociali, e si creò un contesto più periferico e tranquillo che contribuì alla trasformazione dell'antica fortezza in centro agricolo, che mantenne una qualche importanza politica nello scenario locale solo grazie alla presenza del Tribunale Vicariale attivo fino al 1848, quando venne sostituito dalla Pretura circondariale, chiusa definitivamente nel 1924.
La deviazione dell'Arno dalle mura del castello, promossa da Cosimo de' Medici e portata a compimento a partire dal 1560 mediante il cosiddetto "Taglio di Calcinaia", ebbe l'intento di migliorare la situazione agricola della zona, ma modificò sostanzialmente l'ambiente allontanando Vicopisano dall'asse viario che si venne man mano a creare sulla linea stradale (e poi ferroviaria) Pontedera-Pisa. Nonostante tale modifica, il centro di Vicopisano rimase comunque collegato al sistema fluviale e lacustre dell'Arno e del Lago di Bientina grazie alla Serezza Nuova per cui rimase comunque attivo nel panorama economico locale. Sicuramente tale modifica fluviale contribuì non poco al mantenimento delle cospicue edilizie medievali, facendo rimanere Vicopisano leggermente marginale rispetto alla succitata linea di sviluppo Pontedera-Pisa.
Dal punto di vista sociale dobbiamo dire che la situazione politica, oramai più tranquilla e non più costellata da guerre, contribuì a far sviluppare varie attività artigianali, che sicuramente avevano contraddistinto la zona anche nei secoli precedenti e che ne caratterizzeranno anche le produzioni successive. Ovviamente l'agricoltura era l'attività che maggiormente interessava la popolazione, ma soprattutto nel XVI sec., in tutta la zona si rileva una notevole produzione di seta, che doveva servire per le produzioni manifatturiere fiorentine, mentre i paesi che sorgevano lungo l'Arno si dedicavano ai trasporti fluviali mediante i Navicelli. Oltre a queste attività generalizzate si assiste ad alcune specializzazioni produttive: mentre San Giovanni alla Vena è già caratterizzata da una attività di lavorazione della ceramica (nel 1587 vengono censite ben 27 fornaci attive), ad Uliveto si documentano attività di estrazione di calcare per farne calcina. Buti (che sino ad oltre la metà dell'Ottocento farà parte del Comune di Vicopisano) era caratterizzato dalla produzione di olio d'oliva, ma era già noto per l'attività di lavorazione delle ceste di castagno.
Nel 1580 Francesco I, secondo Granduca di Toscana, introdusse anche nel nostro territorio la coltura del riso, sfruttando a proprio vantaggio la pianura attraversata dai fiumi, fossi e canali del complesso idraulico delle Serezze, che si dispiegava da Vicopisano verso l'attuale Cascine di Buti (allora dette Cascine di Bientina). Proprio nella fattoria delle Cascine, di diretta conduzione granduclae, venne costruito un edificio assai caratteristico, il brillatoio del riso, proprio per assolvere al compito della lavorazione del riso prodotto in loco. La consumazione era quasi totalmente interna alla Toscana, ma sono documentati movimenti di riso esportato verso la Repubblica di Lucca. Questa coltivazione venne poi a cessare nella prima metà dell'Ottocento.

### Dopo il '500
Con il XVI secolo termina dunque la fase in cui Vicopisano si caratterizzava per il suo ruolo militare ed economico; rimarrà invece ancora attiva l'attività di amministrazione della giustizia effettuata mediante l'invio semestrale da parte di Firenze dei Vicari e della loro corte . È infatti da rilevare che la zona, oramai periferica, per tutto il periodo moderno non registrerà avvenimenti di una qualche rilevanza, eccettuati quelli che possono essere registrati per molte altre comunità toscane (carestie durante il XVII sec., peste del 1630-1633, ecc.).
Con il passaggio del Granducato di Toscana in mano ai Lorena (1737) comincia una stagione di cambiamenti, specialmente sotto la spinta riformatrice ed "illuminata" di Pietro Leopoldo di Asburgo Lorena (1765-1789), che coinvolgerà anche le piccole comunità periferiche come Vicopisano.
A livello amministrativo con il 1776 si assiste ad una cambiamento radicale, per cui tutte le piccole Comunità locali (che sino ad allora avevano avuto i loro consigli e si erano autogovernate) vengono riunite sotto la Comunità di Vicopisano e governate da un unico Consiglio; questo atto rappresenta la nascita del Comune così come modernamente inteso. Parallelamente si limitano i poteri del Vicario, nel tentativo di razionalizzare le forme di governo locale con la creazione di un ceto dirigenziale più al passo coi tempi. Sempre grazie alla mentalità illuministica e fortemente in anticipo sui tempi del Granduca Pietro Leopoldo, nel 1786 viene abolita in Toscana la pena di morte (30 novembre), e proprio in seguito a tale editto il 22 febbraio 1787 anche a Vicopisano vengono demolite le forche e gli strumenti di tortura, che sino ad allora avevano fatto mostra di sè all'ingresso del paese.
Assai importante per Vicopisano è la soppressione del convento dei francescani (1782), per cui la chiesa (che venne distrutta e sostituita da una villa nel 1838), il convento e la rocca entrarono in possesso di privati, nonostante il tentativo della Comunità di acquistarli.
Con il 1799 anche la Toscana viene conquistata militarmente dall'esercito napoleonico: cominciò così anche per il nostro territorio un periodo contrastato, fatto di ombre e di luci, in cui si alternano notevoli cambiamenti in positivo (come la creazione di una vera categoria di professionisti dell'amministrazione, le vaccinazioni obbligatorie contro il vaiolo, lo sfruttamento razionale delle colture, l'emanazione di un Codice Civile più rispondente ai tempi moderni) ed altri assai meno positivi come la forte tassazione a cui furono sottoposte le popolazioni per sostenere le guerre, o la forte dipendenza economica della Toscana dalla Francia. La popolazione rurale sopportò l'avvento del nuovo padrone con la consueta rassegnazione, mentre la parte più avanzata (ma minoritaria) della società vicarese, spinta dalle speranza di cambiamento legate alle idee della Rivoluzione Francese, fu ben felice dell'arrivo delle truppe napoleoniche (nel 1799 fu eretto l'albero della libertà nella piazza di Vicopisano). Ma ben presto agli entusiasmi iniziali subentrò un malcontento, legato soprattutto all'eccessiva tassazione a cui accennavamo, ma anche all'obbligo della coscrizione che colpì soprattutto le classi agrarie più dipendenti dalla forza lavoro dei giovani. Non si registrarono mai però episodi di manifesta ostilità al governo francese.

### L'epoca contemporanea

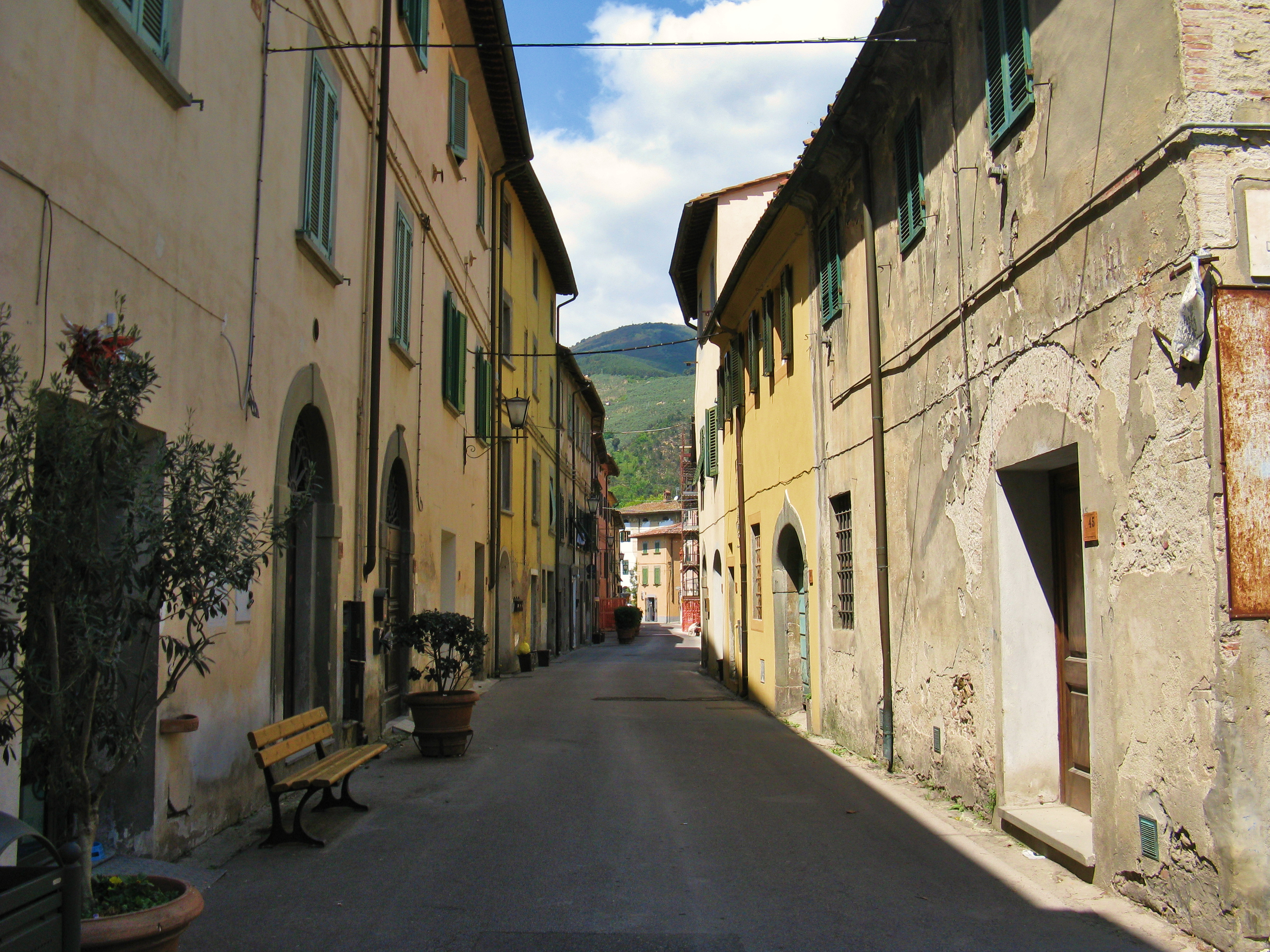
Via Lante, borgo di Vicopisano

Dopo la fine del breve periodo napoleonico (1799-1815) sul trono di Toscana ritornarono i Granduchi di Lorena con Ferdinando III che, seppure in forma ridotta, continuarono la stagione di riforme iniziata dal loro avo Pietro Leopoldo, ma per tutta la prima metà dell'800 fu la società in rapido cambiamento a richiederle con urgenza, per cui spesso i Granduchi si trovarono in difficoltà a soddisfare le popolazioni sempre più coscienti della necessità di cambiamento. Non è poi da dimenticare che l'azione del Governo toscano fu avversata dalla crescente idea di un'Italia unita, che si concretizzò con i moti del 1848. che portarono addirittura all'allontanamento del Granduca Leopoldo II da Firenze. Il 3 novembre 1848, nella pieve di Vicopisano, avvennero le prime votazioni per l'Assemblea Legislativa Toscana e per la Costituente Toscana, a cui parteciparono 228 dei maggiori contribuenti (allora il Comune di Vicopisano era territorialmente più grande e comprendeva l'attuale territorio del Comune di Buti e quello di Montemagno).
Nonostante i fallimenti politici del '48, anche nel territorio vicarese si riscontrarono segnali di cambiamento. Più in generale nella prima metà del secolo iniziò il tramonto dei trasporti fluviali, insidiati dalla migliore viabilità che viene realizzata in quegli anni e soprattutto dalla Ferrovia Leopolda, che attraversò il nostro territorio a partire dal 1847. 
Proprio in questo periodo ha definitivamente termine l'opera di bonifica del territorio con il prosciugamento del Padule di Bientina ottenuto mediante la realizzazione della Botte (progettata da Alessandro Manetti e terminata nel 1859), ovverosia il sottopassaggio mediante galleria tra Canale Emissario e Arno. Come già accennato, nel 1867 l'importante centro di Buti venne distaccato da Vicopisano, formando un Comune a parte ed anche il territorio di Montemagno venne assegnato a Calci nel 1887, portando ad una notevole diminuzione della superficie comunale; infine con la definitiva abolizione della Pretura Circondariale, venne a cessare l'ultimo ruolo amministrativo di una certa rilevanza rivestito dal paese di Vicopisano.
La seconda guerra mondiale ha fortunatamente risparmiato il centro storico di Vicopisano, le cui torri, diversamente da altre della zona (ad esempio il campanile medioevale della chiesa di San Jacopo in Lupeta di cui furono distrutti con le mine due piani), non furono danneggiate dai tedeschi in ritirata. Il territorio di Vicopisano venne comunque interessato direttamente dal passaggio della guerra a partire dal 18 luglio del '44 quando, con l'arrivo delle truppe americane nella vicina Pontedera, iniziarono i primi cannoneggiamenti ed i primi morti e feriti. Da quella data in avanti fu un continuo stillicidio di eventi luttuosi, che portarono, alla fine dell'emergenza, ad un conto totale di oltre 200 morti, di cui più di 80 facenti parte degli oltre 3000 sfollati che si erano rifugiati sul Monte Pisano per sfuggire alla risalita del fronte. Purtroppo nelle ultime concitate fasi della guerra anche nella zona avvennero uccisioni di civili per rappresaglia da parte delle truppe tedesche: 8 persone vennero fucilate il 19 agosto a Cevoli, tra cui 5 donne. Lo stesso giorno un altro uomo venne fucilato a Uliveto Terme perché ritenuto un partigiano; 3 uomini, il padre e due figli, furono uccisi nelle Risaie di Vicopisano il 25 luglio; il 31 luglio in località Ponte di Caprona a Zambra furono fucilati 4 uomini di Uliveto Terme, di cui uno sopravvisse nonostante le numerose ferite. La Liberazione avvenne a partire dalla mattina del 1 settembre 1944, anche se in alcune zone le truppe americane avevano già varcato l'Arno in perlustrazione il giorno precedente; la maggior parte delle persone iniziò a tornare alle proprie abitazioni il 2 settembre. I reparti americani che passarono l'Arno in questa zona erano appartenenti al 370º Reggimento della 92ª Divisione di Fanteria "Buffalo", caratterizzato dalla presenza di truppe di colore.

### Il dopoguerra
È comunque dal dopoguerra che le tradizionali attività artigianali, da secoli presenti nel nostro territorio, hanno assunto una preminenza sull'agricoltura, in linea con quanto avvenuto un po' in tutta Italia. Si sono quindi create delle zone industriali e produttive distribuite su tutto il territorio comunale. 
San Giovanni alla Vena, si specializzò nella lavorazione del legno con la presenza di numerosi mobilifici artigiani mentre iniziò a decadere la produzione di ceramiche artistiche. Ad Uliveto Terme con la fine degli anni '70 è terminata la secolare attività estrattiva che per secoli ne aveva caratterizzato il paesaggio, ma dagli anni '80 si è sviluppata l'attività termale, sia con l'imbottigliamento dell'omonima acqua, sia con l'attività termale vera e propria, col Parco Termale.
Vicopisano ha finalmente raggiunto un posto di rilievo tra i centri fortificati toscani a partire dagli anni '90, con un lungo lavoro di restauro e recupero del Palazzo Pretorio (1994-2002), della viabilità minore (1996-2002), della Rocca del Brunelleschi (1998), dell'Archivio Storico Preunitario (2006), delle mura medioevali (2007-2013), del Teatro Verdi (2014), della Torre dell'Orologio (2017-2020) esempio virtuoso di applicazione dell'Art Bonus ed infine della Torre del Soccorso (2017-2021). Molte di queste attività sono state favorite dalla nascita nel 2006 della prima esperienza a livello nazionale di una APS denominata "Il Borgo Murato", che ha visto l'unione di competenze miste pubbliche private (Comune di Vicopisano, Provincia di Pisa, Fondazione Pisa della Cassa di Risparmio di Pisa) che si sono concretizzate nel recupero di molti tratti delle mura medioevali, nella nuova illuminazione del borgo, e nel recupero delle torri più importanti. Questo sforzo pluriennale infine gli è valso il conferimento nel novembre 2021 della Bandiera Arancione da parte del Touring Club Italiano.

### Simboli
Lo stemma comunale è stato riconosciuto con DCG del 15 aprile 1929.
Nello stemma è rappresentata la torre della Rocca di Vicopisano; i fasci di spighe e i rami di olivo simboleggiano la ricchezza della provincia. Le armi poste nella parte inferiore dello scudo ricordano la valorosa difesa del paese contro le truppe fiorentine comandate da Guidubaldo da Montefeltro duca di Urbino nel 1495. Prima di sottostare a Firenze, Vicopisano portava uno stemma di azzurro, al leone d'oro, sostenente una bandiera di rosso, caricata della croce di Pisa.

## Monumenti e luoghi d'interesse

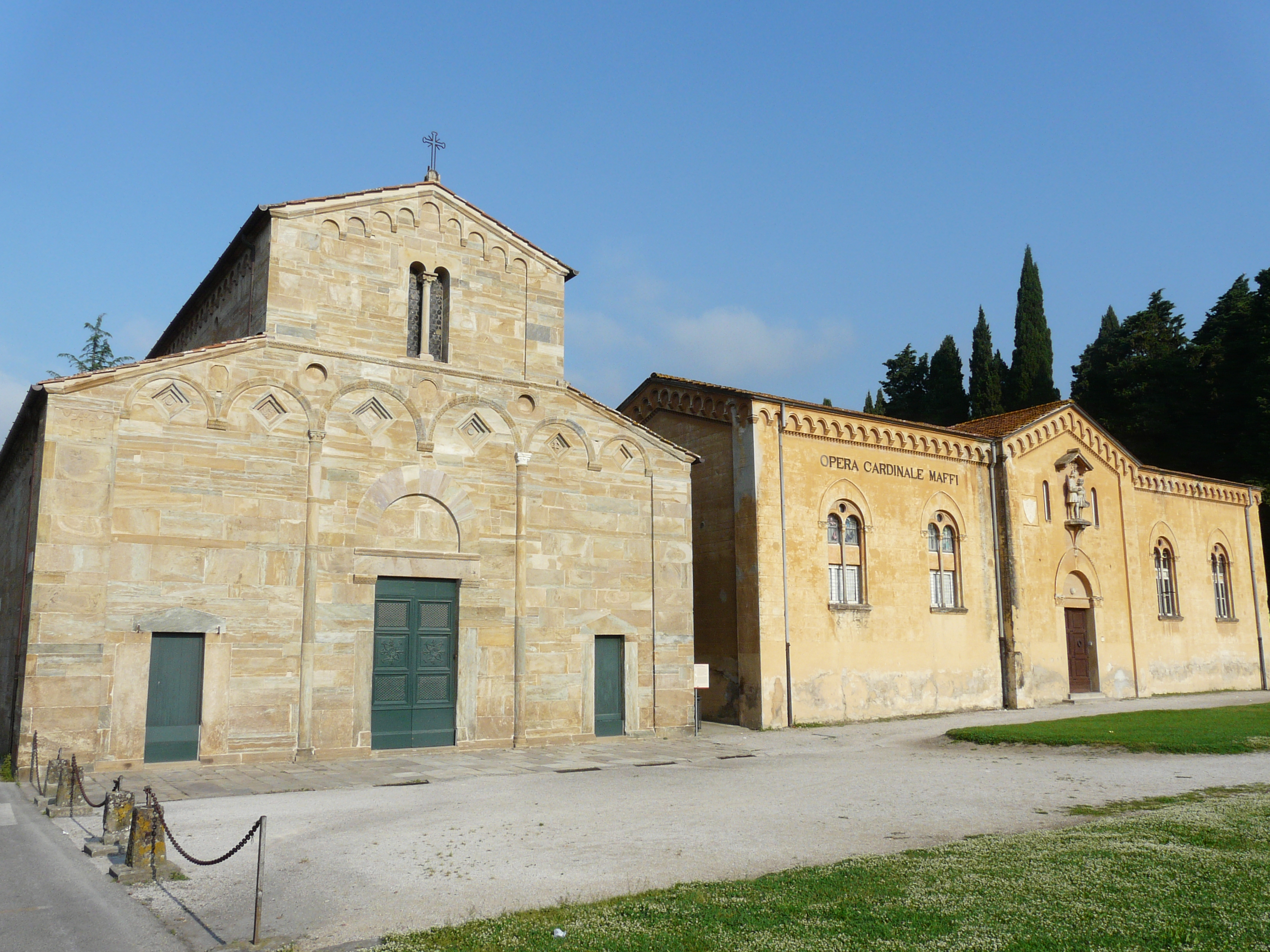
La pieve di Santa Maria e l'Opera del cardinal Maffi

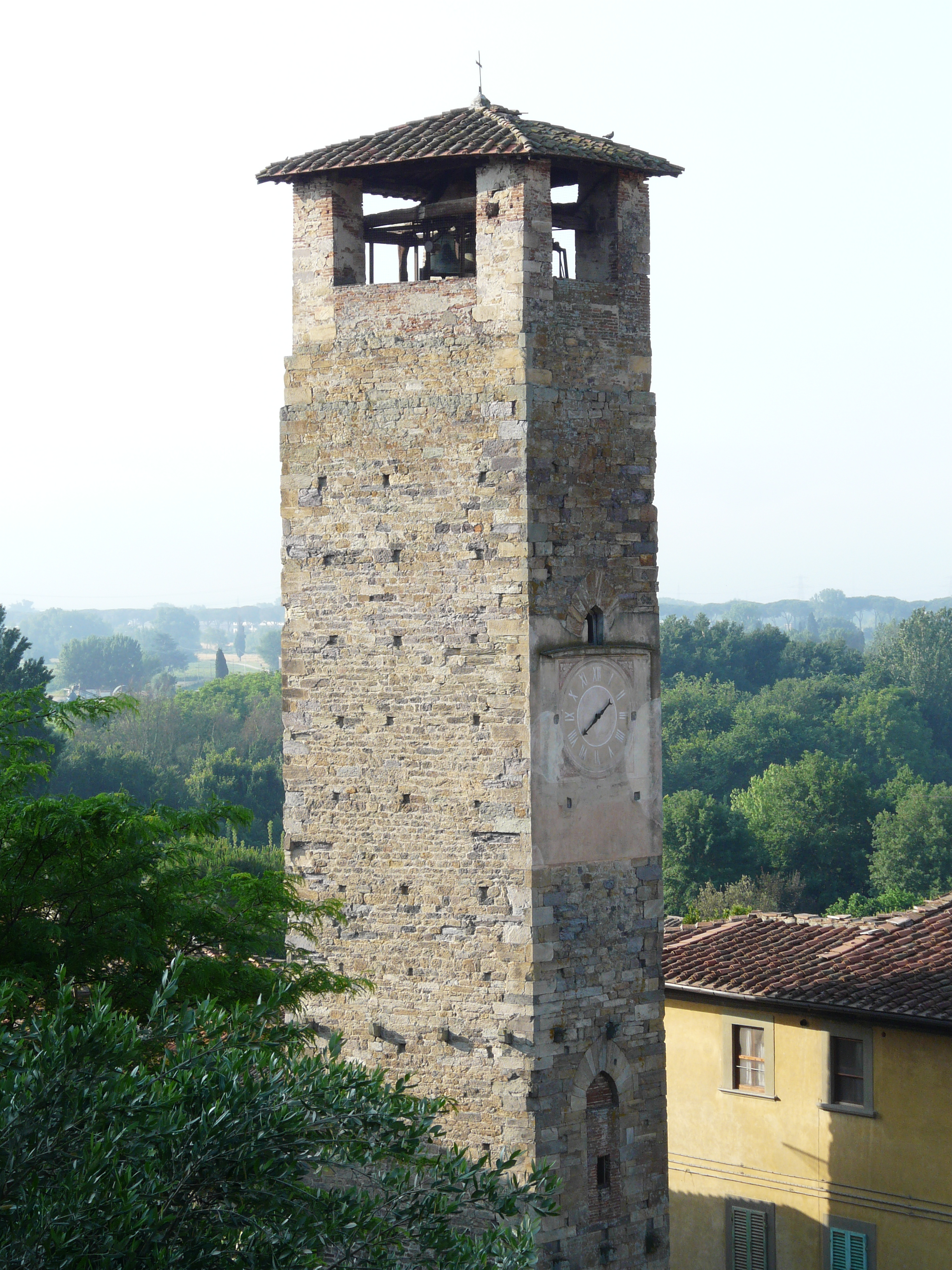
La torre dell'orologio

Nonostante le sue ridotte dimensioni, Vicopisano possiede un patrimonio di monumenti medievali veramente notevole; solo per elencare le emergenze monumentali più importanti possiamo annoverare: 12 torri (XI-XV secolo), due palazzi medievali del XII secolo, una rocca medievale progettata dal Brunelleschi, una chiesa romanica anch'essa del XII secolo alla quale se ne devono aggiungerne altre al suo intorno: le abbazie di San Jacopo in Lupeta, Sant'Andrea in Nocciola e San Salvatore alla costa al Monte.

### Architetture religiose

#### Chiese parrocchiali
- Pieve di Santa Maria
- Pieve di Santa Giulia a Caprona
- Chiesa di Sant'Andrea Apostolo a Cucigliana
- Chiesa dei Santi Quirico e Giulitta a Lugnano
- Pieve di San Giovanni Evangelista a San Giovanni alla Vena
- Chiesa del Santissimo Salvatore a Uliveto Terme

#### Chiese minori
- Chiesa di San Jacopo a Lupeta
- Chiesa e monastero di San Michele alla Verruca
- Chiesa di San Salvatore, in località Romitorio
- Chiesa di Santa Marta a Caprona
- Chiesa di San Giorgio a Lugnano
- Chiesa di San Domenico a Noce
- Chiesa della Santissima Annunziata a Uliveto Terme
- Chiesa di San Martino al Bagno ad Uliveto Terme
- Chiesa di Sant'Andrea in Nocciola

#### Cappelle e oratori
- Chiesa della Via Crucis
- Chiesa di San Rocco

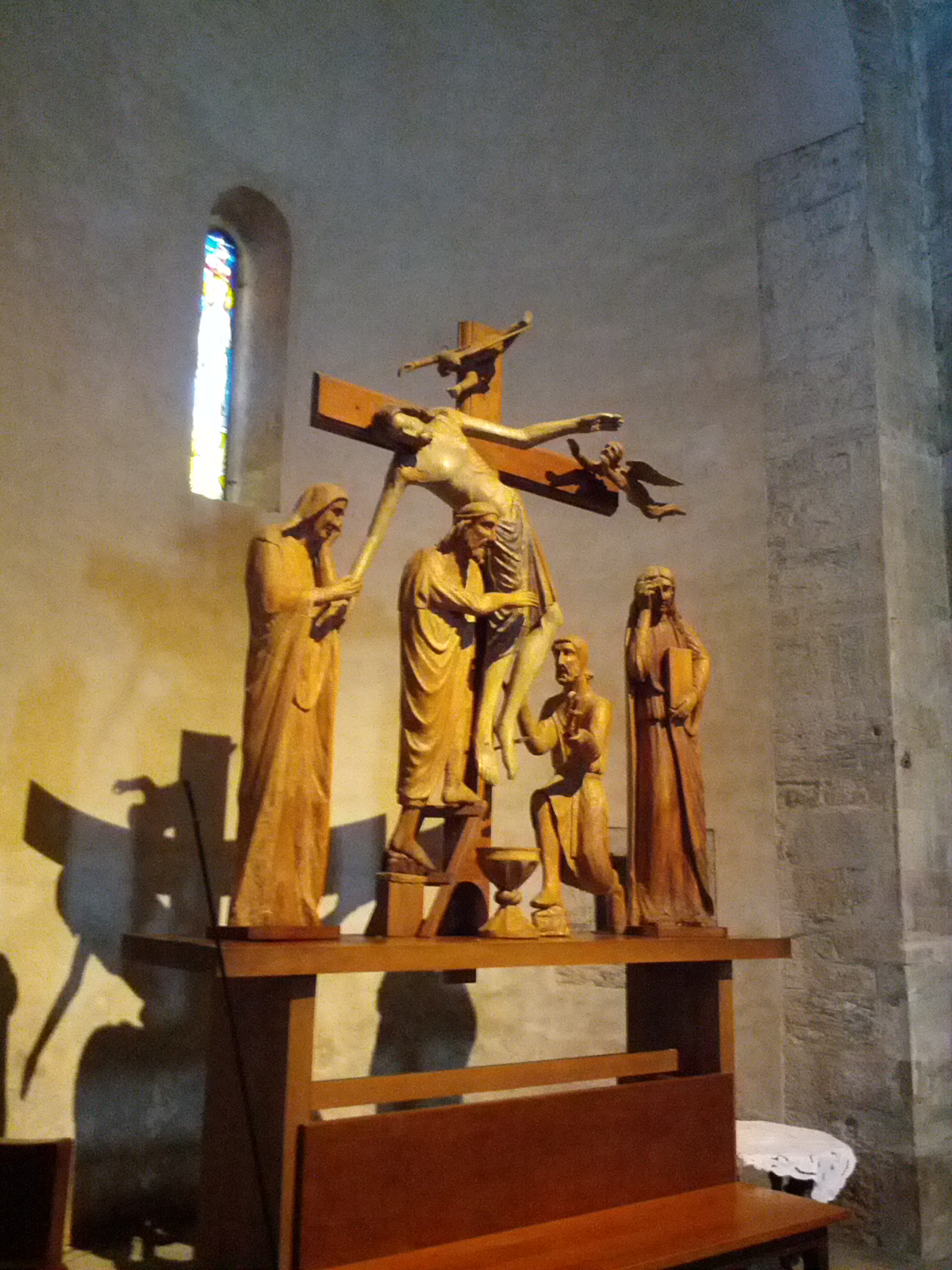
Deposizione nella Pieve Santa Maria

- Oratorio della Compagnia del Santissimo Sacramento a San Giovanni alla Vena
- Oratorio della Compagnia di San Giovanni Battista a Vicopisano
- Oratorio di San Martino a Cucigliana
- Oratorio di Santa Croce in Castellare, presso San Giovanni alla Vena

### Architetture civili
- Palazzo della Vecchia Posta
- Palazzo Luperi Centoni a Caprona
- Palazzo Redini a Uliveto Terme
- Villa Fehr
- Villa Rita a Noce
- Palazzo Silvatici "detto ai Rivellini"

### Architetture medioevali
- Palazzo Pretorio
- Rocca del Brunelleschi
- Torre del Soccorso
- Torre dell'Orologio
- Torre Malanima
- Torre dei Seretti
- Torre Gemella I
- Torre Gemella II
- Torre delle quattro porte
- Torre dei Boncetani (o del cipresso)
- Fortificazioni di Vicopisano

## Società

### Evoluzione demografica
Abitanti censiti

### Etnie e minoranze straniere
Secondo i dati ISTAT al 31 dicembre 2018 la popolazione straniera residente era di 474 persone.
Le nazionalità maggiormente rappresentate in base alla loro percentuale sul totale della popolazione residente erano:
- Albania 123 1,43%
- Romania 112 1,30%

## Cultura

### Biblioteche
A Vicopisano è presente la biblioteca comunale, intitolata dal 2013 a "Peppino Impastato"; da anni è una delle biblioteche più attive della Rete provinciale, con volumi di prestiti molto alti, ancor di più se rapportati alla popolazione residente. A Vicopisano è inoltre presente l'Archivio Storico, situato nei locali del Palazzo Pretorio; al suo interno contiene l'imponente documentazione del Vicariato di Vicopisano dal 1532, della Delegazione di Governo dal 1848, dei Comuni della Podesteria di Vicopisano dall fine del XVI sec.

### Teatro
A Vicopisano è presente il teatro di via Verdi, ricavato nella ex scuola musicale edificata negli anni 1920. Il teatro ha una capienza di 99 posti.

### Cinema
A Vicopisano capoluogo sono state girate alcune scene del film Il vizio di famiglia (1975) di Mariano Laurenti, con Renzo Montagnani ed Edwige Fenech, mentre ad Uliveto Terme sono stati girati gli esterni del western Il grande duello di Giancarlo Santi con Lee Van Cleef.

### Letteratura
Mary Shelley, scrittrice romantica autrice di Frankenstein, visitò Vicopisano nel corso del suo viaggio in Italia, tra 1818 e 1821. Questa ed altre esperienze toscane confluirono nel romanzo di ambientazione medievale Valperga (1823).

### Eventi
- Ogni seconda domenica del mese: Mercatino del collezionismo di Vicopisano;
- in aprile: "Festa dei Camminanti";
- il terzo fine settimana di maggio: "Castello in Fiore";
- in giugno/luglio: Festival Musicale "Rocca 'n' Roll
- in luglio e agosto "Estate in Vicopisano";
- il primo fine settimana di settembre: "Festa Medievale di Vicopisano"
- il 31 ottobre "VicoHalloween" per bambini.

### Media

#### La prima rete civica italiana
Il comune di Vicopisano, già nel 2002, realizzò la prima rete civica italiana, denominata Viconet. Il Comune ripeteva un segnale Wi-Fi che dava gratuitamente connettività wireless a banda larga ai residenti nel Comune. Anche nel momento di massimo sviluppo (2006) solo una parte dei cittadini poteva usufruire di questo servizio a causa della conformazione del territorio, posto alle pendici dei Monti Pisani, che non permetteva la distribuzione del segnale in maniera omogenea.
Il servizio è poi stato dismesso a partire dal 2010, quando sia le difficoltà tecniche succitate sia la capillare diffusione delle connettività a banda larga, hanno reso superato questo sistema.

## Geografia antropica

### Frazioni
Secondo lo statuto di Vicopisano, il comune comprende, oltre al capoluogo comunale, altre otto frazioni:
- Caprona (11 m s.l.m., 543 ab.)
- Cevoli (10 m s.l.m., non pervenuto)
- Cucigliana (10 m s.l.m., 715 ab.)
- Guerrazzi (10 m s.l.m., 95 ab.)
- Lugnano (10 m s.l.m., 1 014 ab.)
- Noce (9 m s.l.m., 77 ab.)
- San Giovanni alla Vena (11 m s.l.m., 2 250 ab.)
- Uliveto Terme (8 m s.l.m., 1 337 ab.)

## Economia
Le frazioni del comune di Vicopisano sono tutte dislocate lungo la via Vicarese, comprese tra il corso del fiume Arno e le pendici del Monte Pisano, in un ambiente naturale poco adatto alle coltivazioni estensive, che invece interessavano gli immediati dintorni del paese di Vicopisano circondato, soprattutto dopo la rettifica dell'Arno del 1560, da una fertile pianura alluvionale. Questa circostanza senza dubbio ha influenzato fortemente lo sviluppo di questi centri, che furono costretti sin dal Medioevo a trascurare l'agricoltura, per dedicarsi ad altre attività, sicuramente più dinamiche: la ceramica (San Giovanni alla Vena e Cucigliana), le cave di calcina e pietrame (Uliveto e Caprona ed in seguito anche San Giovanni) ed i trasporti fluviali effettuati dai navicellai (tutte le frazioni).
Per portare un esempio di quanto queste attività fossero diffuse, basti pensare che a San Giovanni alla Vena, nel 1570 sono censite ben 27 fornaci da pentolame e vasellame, che venivano smerciati sino a Firenze, Pisa e Livorno trasportati dalle oltre 50 persone che erano proprietari di almeno un navicello, la caratteristica imbarcazione fluviale a vela, utilizzata per trasportare merci e sabbia sino al primo dopoguerra.
Non è sicuramente un caso se la maggior parte delle attività industriali legate al mobile, che a partire dagli anni cinquanta del Novecento hanno caratterizzato il territorio vicarese, sono state create e localizzate nelle frazioni del Comune o comunque gestite da famiglie provenienti dai piccoli centri e non dal capoluogo, a riprova della tradizionale maggiore mentalità imprenditoriale delle frazioni rispetto al più pacato e compassato capoluogo.
Attualmente Vicopisano è caratterizzato dalla presenza di centri di produzione di ceramica, meccanici (legati all'indotto Piaggio) e di imbottigliamento di acqua minerale. Assai numerosi sono gli artigiani del legno (mobili e cucine) che, soprattutto negli ultimi anni, hanno rivolto la loro attività verso le produzioni legate alla cantieristica navale, presente nelle vicine Pisa e Viareggio. La produzione agricola è rivolta soprattutto verso la produzione di olio di oliva ed alle colture cerealicole.

## Infrastrutture e trasporti

### Strade
Vicopisano è attraversata dalla strada provinciale 38, sulla quale sono svolti servizi pubblici con autocorse della società Autolinee Toscane.

### Ferrovie
Fino al 1944 la località disponeva inoltre di una stazione ferroviaria comune con Bientina lungo la ferrovia Lucca-Pontedera; il fabbricato di stazione, fatiscente, è tuttora visibile lungo la strada provinciale 25.

## Amministrazione
Di seguito è presentata una tabella relativa alle amministrazioni che si sono succedute in questo comune.
| Periodo        | Periodo        | Primo cittadino    | Partito                                                        | Carica  | Note   |
| -------------- | -------------- | ------------------ | -------------------------------------------------------------- | ------- | ------ |
| 5 luglio 1985  | 24 luglio 1990 | Iacopo Genovesi    | Partito Comunista Italiano                                     | Sindaco | [ 37 ] |
| 2 agosto 1990  | 24 aprile 1995 | Iacopo Genovesi    | Partito Comunista Italiano, Partito Democratico della Sinistra | Sindaco | [ 37 ] |
| 24 aprile 1995 | 14 giugno 1999 | Paolo Biasci       | centro-sinistra                                                | Sindaco | [ 37 ] |
| 14 giugno 1999 | 14 giugno 2004 | Antonella Malloggi | centro-sinistra                                                | Sindaco | [ 37 ] |
| 14 giugno 2004 | 8 giugno 2009  | Antonella Malloggi | centro-sinistra                                                | Sindaco | [ 37 ] |
| 8 giugno 2009  | 27 maggio 2014 | Juri Taglioli      | centro-sinistra                                                | Sindaco | [ 37 ] |
| 27 maggio 2014 | 27 maggio 2019 | Juri Taglioli      | centro-sinistra Note =                                         | Sindaco |        |
| 27 maggio 2019 |                | Matteo Ferrucci    | Lista civica Note =                                            | Sindaco |        |

## Sport

### Ciclismo
Il 25 maggio 1992 la 1ª tappa del Giro d'Italia 1992 si è conclusa a Lugnano con la vittoria di Endrio Leoni.